# Ventes de les Camposines
Les Ventes de les Camposines són un conjunt de masos de la Fatarella inclòs a l'Inventari del Patrimoni Arquitectònic de Catalunya.

## Descripció
Formen un conjunt de masos de planta rectangular amb els murs a base de paredat de pedra, pedra seca i tàpia, abundant a la zona.
Tots ells tenen unes construccions annexes secundàries, destinades a magatzem o corral. En general es tracta d'edificis senzills, amb coberta inclinada de teula àrab amb dos aiguavessos. Les obertures que presenten són asimètriques i no totes són originals.
Queda ben clara la relació de l'edifici amb la carretera, al tractar-se d'edificis destinats a l'allotjament.

## Història
Agrupats al voltant de la carretera nacional que uneix Gandesa amb Móra d'Ebre, es troben en un enclavament privilegiat en un encreuament de camins, a la vora del barranc on abunden les sénies. La zona és molt seca i sempre trobem els enclavaments propers a les riberes o barrancs.
Antigament aquests masos eren vendes o petits hostals.